# Hamich
Hamich ist ein Dorf und seit 1972 ein Gemeindeteil von Langerwehe im nordrhein-westfälischen Kreis Düren.

## Geographische Lage
Hamich liegt am Nordrand des Naturparks Hohes Venn-Eifel. Östlich fließt der Wehebach und westlich der Omerbach. Der Ort befindet sich an einer Kreisstraße zwischen Gressenich und Heistern auf etwa 221 m ü. NHN. In unmittelbarer Nähe befinden sich das Hamicher Höfchen, die Krichelsmühle und die Försterei Wenau.

## Geschichte
Von 1794 bis 1815 gehörte Hamich zur Mairie Heistern im Kanton Eschweiler im Département de la Roer. 1800 hatten Hamich, Heistern und Schevenhütte zusammen 1.120 Einwohner. Von 1815 an gehörten Hamich und Heistern eigenständig zum Kreis Düren und seit 1932 zusammen mit Wenau zum Amt Langerwehe. Am 1. Januar 1972 wurde Wenau in die Gemeinde Langerwehe eingegliedert. Von 1961 bis 1971 war der Ort postalisch unter „5181 Hamich (über Eschweiler)“ zu erreichen und von 1972 bis 1993 unter „5163 Langerwehe“. Seit 1993 gilt die Ortsangabe „52379 Langerwehe“.

## Verkehr
Die nächste Autobahnanschlussstelle ist „Eschweiler-Ost“ auf der A 4. Der nächste Bahnhof an der Schnellfahrstrecke Köln–Aachen ist „Langerwehe“ (5,5 km).
Die AVV-Buslinien 26 der ASEAG und 261 des Rurtalbus verbinden Hamich mit Gressenich (2 km), Schevenhütte (3,5 km), Eschweiler (7 km), Langerwehe-Mitte (5,5 km) und den Nachbarorten. Bis zum 31. Dezember 2019 wurde die Linie 261 vom BVR Busverkehr Rheinland bedient. Zusätzlich verkehrt zu bestimmten Zeiten ein Rufbus.
| Linie      | Betreiber | Verlauf |
| ---------- | --------- | --- |
| 26         | ASEAG     | Eschweiler Bushof – Rathaus – Bergrath – Nothberg – Heistern – Wenau – Hamich – Gressenich Kapelle                              |
| 261        | Rurtalbus | Langerwehe Bf – Langerwehe Rathaus – Schönthal – Wenau – Heistern – Hamich – Gressenich – Schevenhütte                          |
| RufBus 261 | Rurtalbus | Rufbus: Schevenhütte – Gressenich – Hamich – Heistern – Wenau – Schönthal – Langerwehe Rathaus – Langerwehe Bf (Mo–Fr tagsüber) |